# ブダペスト攻勢
ブダペスト攻勢（ブダペストこうせい）は、1944年10月29日からソビエト赤軍がハンガリー領内にいたドイツ軍およびその同盟軍に対して行った大攻勢である。作戦は成功し、1945年2月13日のハンガリー首都ブダペスト攻略を以って終了した。

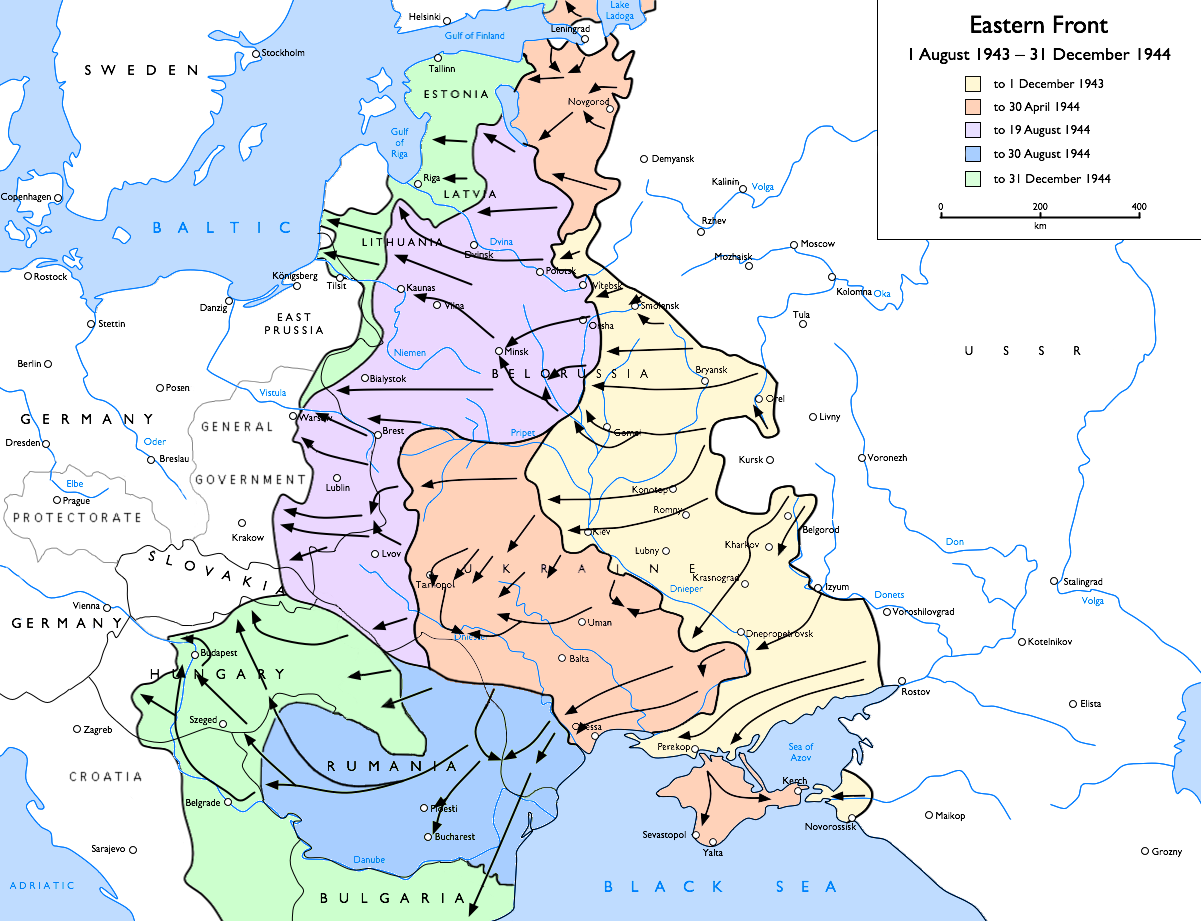
ブダペスト攻勢時の独ソ戦における戦線

## 背景
ヤッシー＝キシナウ攻勢でルーマニアを占領したソ連軍はバルカン半島で猛攻を続けていた。8月31日にはブカレストを占領、そしてカルパチア山脈を西進してハンガリー、南はブルガリアへと進撃していた。この一連の攻勢で再編成されていたドイツ第6軍は包囲され全滅。そして南ウクライナ軍集団所属のドイツ第8軍も撃破され、ハンガリー西部まで押しやられた。さらに損失を埋め合わせるため独軍予備兵力は当時の主戦場であったポーランドからドイツ東部にかけての戦域から引き剥がされ、さらなる弱体化が進んだ。

## 攻勢
1944年10月より、ソビエト第2、第3、第4ウクライナ方面軍はハンガリーへと進撃した。ドイツ総統アドルフ・ヒトラーは単独降伏を行おうとしたハンガリーに対し、パンツァーファウスト作戦を発動。ハンガリーを占領したが、傀儡政権の樹立でソ連軍の攻勢を止められるわけもなく、12月下旬にはソ連軍はブダペストの包囲攻撃を開始。壮絶な市街戦の末1945年2月13日にブダペストは陥落した。